# Sirimavo Bandaranaike
Sirimavo Ratwatte Dias Bandaranaike (Balangoda, 17 aprile 1916 – Colombo, 10 ottobre 2000) è stata una politica cingalese.
Conosciuta anche come la Sra. B fu per ben tre volte primo ministro dello Sri Lanka in tre distinti periodi: 1960-1965, 1970-1977 e 1994-2000. Fu la prima donna al mondo a ricoprire il ruolo di primo ministro di uno Stato.

## Biografia

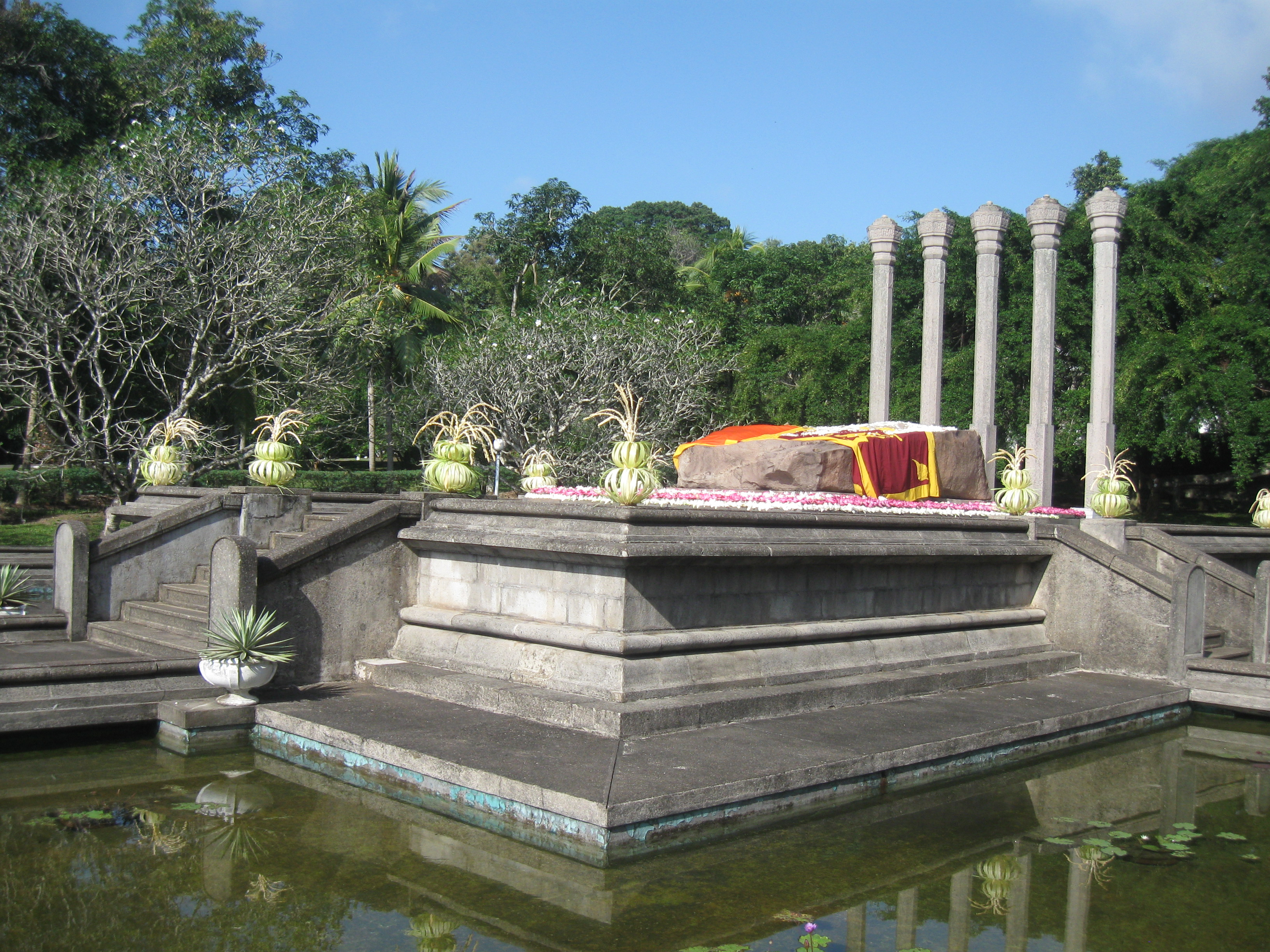
Tomba a Horagolla

Sirimavo Ratwatte, che dopo il matrimonio prese il cognome del marito Solomon Bandaranaike, fu la leader del partito della Libertà dello Sri Lanka per quattro decenni, assumendone la leadership in seguito all'assassinio del marito Solomon West Ridgeway Dias Bandaranaike, avvenuto nel 1959. Solomon Bandaranaike, oltre ad essere leader del partito dal 1956, era anche primo ministro.
Sirimavo Bandaranaike è anche la madre di Chandrika Kumaratunga, attuale leader del partito di cui erano stati leader i genitori. Curiosamente, durante l'ultimo periodo in cui Sirimavo Bandaranaike fu primo ministro, la figlia era presidente. Sirimavo Bandaranaike morì mentre occupava la carica di primo ministro, dopo essersi recata alle urne nel giorno delle elezioni nazionali.